# هیروشی اونو
هیروشی اونو (به ژاپنی: 小野寛 Ono Hiroshi)؛ زادهٔ ۱ ژانویهٔ ۱۹۳۴)، یک محقق ادبی ژاپنی است که به دلیل کارش در مورد مانیوشو شناخته شده است.
اونو در سال ۱۹۳۴ در کیوتو به دنیا آمد. او مدرک کارشناسی و کارشناسی ارشد خود را در رشته ادبیات از دانشگاه توکیو دریافت کرد.